# Leopoldschlag
Leopoldschlag est une commune autrichienne du district de Freistadt en Haute-Autriche.